# Pomoștița, Tărgoviște
Pomoștița (în bulgară Помощица) este un sat în comuna Popovo, regiunea Tărgoviște,  Bulgaria. 

## Demografie
Componența etnică a satului Pomoștița
     Bulgari (93,42%)
     Nicio identificare (6,57%)
     Altele (0%)
La recensământul din 2011, populația satului Pomoștița era de 76 locuitori. Din punct de vedere etnic, majoritatea locuitorilor (93,42%) erau bulgari. Pentru 6,57% din locuitori nu este cunoscută apartenența etnică.